# 乔家民居
乔家民居又名乔家花园，位于中国山西省运城市新绛县县城龙兴镇城内东部的仁义路，四府街南侧。已列为运城市文物保护单位。

## 历史
乔家花园由绛州名士乔佐洲、乔松岭父子始建于嘉庆二十五年（1820年）。

## 建筑
乔家花园占地面积原有数十亩，曾有假山、花圃等，现已不存，仅存一四合院，南侧正中开门，四面均为二层楼居，硬山顶。北房面阔5间，进深2间。

## 保护
1995年12月，乔家花园公布为新绛县文物保护单位。2004年11月15日，乔家民居公布为第一批运城市文物保护单位。